# Valgfusk
Valgfusk eller valgsvindel er ulovlige forsøg på at påvirke resultatet af et valg, dvs at man bevidst tilsidesætter det demokratisk valgte valgsystem. 
En overordnet form for valgfusk er desuden når en diktator påstår at han er valgt demokratisk ved at kalde styreformen i det land han leder noget med demokrati. F.eks. hedder Nordkorea officielt "Den Demokratiske Folkerepublik". I Sovjetunionen var det almindeligt , at det officielle valgresultat gav 99,9 procent tilslutning til det regerende kommunistparti. Den sovjetiske diktator Josef Stalin skal have udtalt: "Det afgørende er ikke, hvem der stemmer, men hvem der tæller stemmerne." 
Valgfusk kan også være en fast praksis der følges: I Spanien, Rumænien og Bulgarien var det i årene før 1. verdenskrig fast praksis, at kongen udpegede en ny statsminister. Statsministeren udskrev herefter valg. Stemmeurnerne blev fyldt med falske stemmesedler, og modstanderens tilhænger blev forhindret i at stemme.
I Danmark, Sverige og Tyskland blev regeringen udpeget af kongen snarere end det valgte parlament. Først i 1901 blev parlamentarismen indført i Danmark, så regeringen nu ikke længere kunne blive sidddende, hvis den ikke havde et flertal i folketinget. 

## Metoder til valgfusk
Der er mange forskellige metoder til gennemførelse af valgsvindel. 
Nogle af dem kan være:
Påvirkning
- Påvirkning af stemmeafgiveren gennem trusler, lokkemidler eller betaling.
- Forhindrer kandidaterne på valg i at fremlægge deres synspunkter i medierne.

Forstyrrer stemmeafgiveren
- Forhindre folk i at nå frem til afstemningen lokaler.
- Blokering af stemmeurnerne.
- Brug af falske stemmeurner.
- Afgivelse af falske stemmer.
- Manipulering af valglisterne, så vælgerne kan ikke stemme.

Optælling
- Erklærer gyldige stemmer ved optællingen for ugyldige.
- Lade stemmeurner forsvinde.

Ved nogle valg bruges valgobservatører til at kontrollere, om valget foregår rigtigt. Brugen af valgobservatører er mest udbredte i meget unge og / eller urolige nationer.

## Stemmekøb
Stemmekøb opstår, når et politisk parti eller en kandidat søger at købe en vælgers stemme ved et kommende valg. Stemmekøb kan antage forskellige former, såsom en monetær udveksling, såvel som en udveksling for nødvendige varer eller tjenester.

## Valgsvindel i USA
En studie har undersøgt valgsvindel i USA mellem 2004-2014. Her gennemgik man hver enkelt stemmeseddel, og ud af omkring én milliard stemmesedler fandt man 31 ulovlige stemmer, der var omfattet af valgsvindel.
For at undgå valgsvindel, blandt andet ved at folk stemmer flere steder, skal borgerne lade sig registrere som vælgere i den stat, de bor i.